# Шахта Червоноградская № 3
Шахта «Червоноградская № 3» — планируемая угольная шахта во Львовско-Волынском угольном бассейне. Входит в Производственное объединение Государственное коммунальное хозяйство «Львовуголь». 
Шахта «Червоноградская № 3» начнёт строиться весной 2008 года.
Планируется, что на шахте будет работать 1,5 тысячи работников, планируются 2 лавы и добыча на уровне 1,2 млн тонн угля в год, что сделает шахту крупнейшей во Львовско-Волынском угольном бассейне. Срок строительства шахты составляет 5 лет, финансирование планируется осуществлять из государственного бюджета Украины. Промышленные запасы участка, на котором будет построена шахта, оцениваются от 74 млн тонн до 103 млн тонн.
Шахтное поле «Червоноградской № 3» расположено на севере Забужского месторождения и граничит с полем шахты «Степная». Есть перспектива присоединения балансовых запасов ликвидированной шахты «Червоноградская № 5».
Ввод в эксплуатацию данной шахты позволит нарастить ежегодную добычу угля по ГП «Львовуголь» с 3 до 4 млн тонн до 2010 года.
Генеральным проектировщик шахты «Червоноградская № 3» является ГП «УкрНИИпроект». В 2009 году планируется финансирование в сумме 10 млн грн, а в 2011 — до 50 млн. Общая стоимость строительных работ предприятия составляет около 2,5 млрд грн.

## Адрес
80080, город Червоноград, Львовская область, Украина.